# Glob-Soft Calc
Glob-Soft Calc (GSCALC) – arkusz kalkulacyjny firmy Glob-Soft, pracujący w systemie Dos.
Program oferował następujące możliwości:
- praca z kilkoma arkuszami równocześnie
- maksymalna wielkości arkusza: 512 wierszy na 64 kolumny (2,5 MB)
- wymiana danych między arkuszami
- import danych z  baz danych dBase, Clipper
- możliwość tworzenia wykresów
- obsługa polskich znaków w standardzie Latin-2 i Mazovia.

Arkusz oferował typowe możliwości dla tej klasy programów, jak formuły, wbudowane funkcje różnych kategorii, formatowanie komórek.
Praca programu odbywała się w trybie tekstowym, przy czym możliwe było skorzystanie z trybu EGA/VGA oferującego 43/50 linii przy 80 kolumnach.
Wymagania sprzętowe i systemowe:
- komputer PC AT
- procesor klasy 286, 386, 486 (lub nowszy)
- 640 KB pamięci operacyjnej
- 700 KB miejsca na dysku podczas instalacji
- 450 KB miejsca na dysku po zainstalowaniu
- system operacyjny Dos 3.3 lub nowszy
- karta graficzna EGA, VGA, SVGA, obsługiwana była również karta Hercules
- zalecana myszka
- zalecana pamięć rozszerzona

Według informacji producenta program został napisany przy pomocy pakietu Borland C++ w wersji 3.1. Tworząc program wykorzystano bibliotekę Turbo Vision. Dzięki temu program ma typowy, łatwy w obsłudze, interfejs aplikacji, możliwość korzystanie równocześnie z kilku skalowanych okien, dokonywania różnych ustawień i zmian w pracy programu, korzystanie z pomocy kontekstowej, typowe (według standardu Borland) skróty klawiaturowe dla najczęściej spotykanych poleceń i wiele innych.  
Arkusz dystrybuowany był przy współpracy z Optimusem. Użytkownik otrzymywał program na dyskietce (3,5” lub 5,25”) wraz z niedużą książeczką zawierającą instrukcję użytkowania.